# Jaap Eden Trofee 1973
De Jaap Eden Trofee 1977 was een schaatsmarathon, de derde editie van de Jaap Eden Trofee die werd gehouden op  zaterdag 15 december 1973 en plaatsvond op de Jaap Edenbaan in Amsterdam. Er was nog geen editie voor de vrouwen. De winnaar van de derde editie is Marten Hoekstra, het zilver was voor Jos Raaijmakers en het brons voor Wout List.

## Podia
| Klasse             | Eerste          | Tweede          | Derde     |
| ------------------ | --------------- | --------------- | --------- |
| Top-divisie mannen | Marten Hoekstra | Jos Raaijmakers | Wout List |

## Uitslag Top-divisie mannen[1]
| #      | Rijder               | Nationaliteit | Ploeg | Ronde |
| ------ | -------------------- | ------------- | ----- | ----- |
| Goud   | Marten Hoekstra      | Nederland     |       |       |
| Zilver | Jos Raaijmakers      | Nederland     |       |       |
| Brons  | Wout List            | Nederland     |       |       |
| 4      | Jan Roelink          | Nederland     |       |       |
| 5      | Tom Groot            | Nederland     |       |       |
| 6      | Bennie van der Weide | Nederland     |       |       |
| 7      | Jan Roelof Kruithof  | Nederland     |       |       |
| 8      | Henk Portengen       | Nederland     |       |       |
| 9      | Atty Duijn           | Nederland     |       |       |
| 10     | Hans Vollebroek      | Nederland     |       |       |

1971 · 
1972 · 
1973 ·
1974 · 
1975 · 
1976 · 
1977 · 
1978 · 
1979 · 
1980 · 
1981 · 
1982 · 
1983 · 
1984 · 
1985 · 
1986 · 
1987 · 
1988 · 
1989 · 
1990 · 
1991 · 
1992 · 
1993 · 
1994 · 
1995 · 
1996 · 
1997 · 
1998 · 
1999 · 
2000 · 
2001 · 
2002 · 
2003 · 
2004 · 
2005 · 
2006 · 
2007 · 
2008 · 
2009 · 
2010 · 
2011 · 
2012 · 
2013 · 
2014 · 
2015 · 
2016 · 
2017 · 
2018 · 
2019 · 
2020 ·  
2021 · 
2022 · 
2023 · 
2024